# 정수 (물)

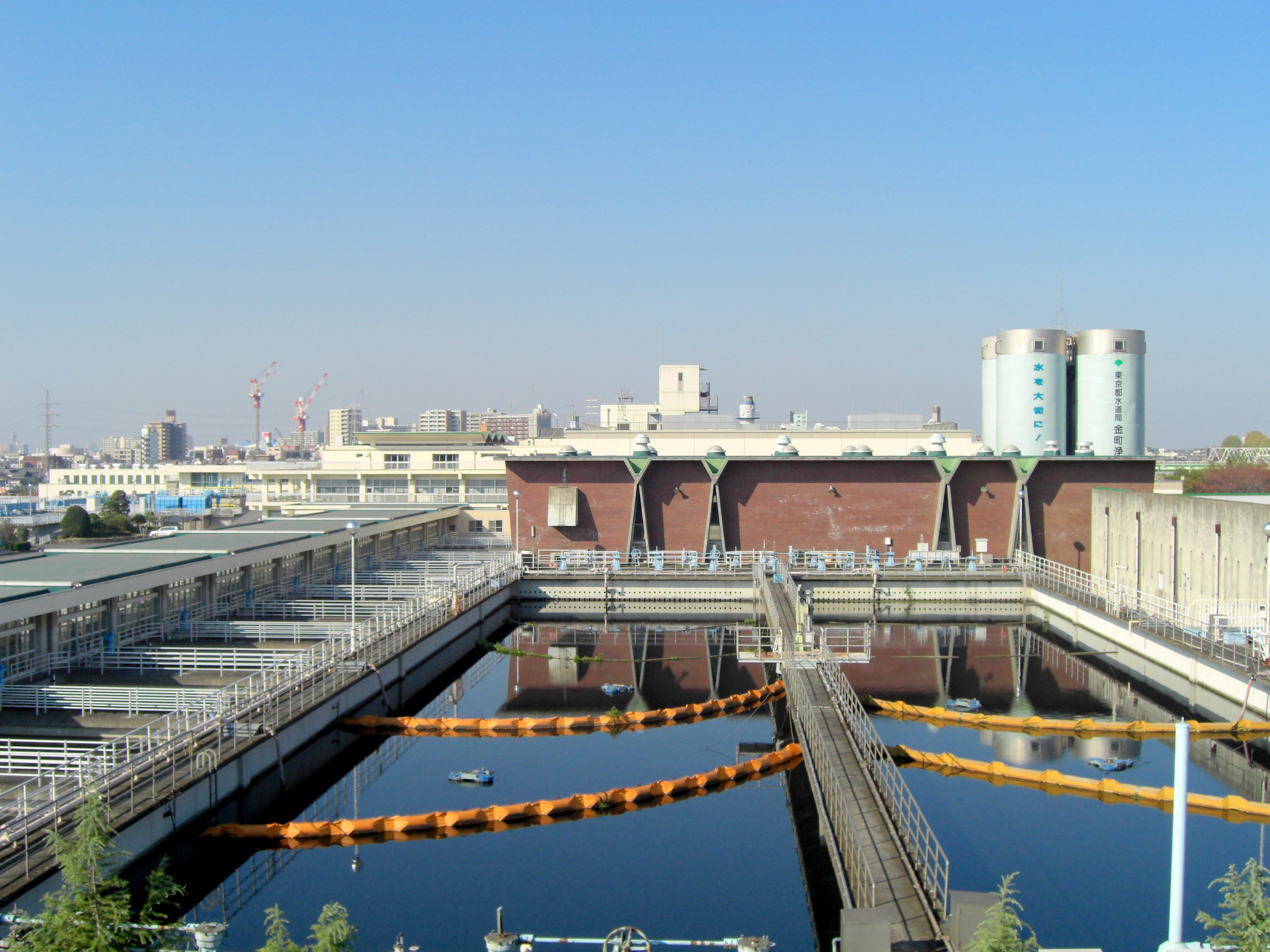
일본 도쿄도 가쓰시카구에 위치한 가나마치 정수장

정수(淨水, 영어: water purification)는 물을 깨끗하게 하는 과정이나 깨끗하게 한 물을 가리킨다. 특정한 목적을 맞게 물을 생산하는 것이 목적이다. 대부분의 물은 인간이 소비(음료)하기 위하여 정화하지만, 이 밖에도 정수 과정은 의학, 약리학, 화학, 산업 목적과 같은 다양한 목적으로 시행한다. 이와 비슷한 용어로, 거름종이나 여과기(water filter)로 말미암아 액체 속에 남아있는 침전물을 걸러내는 여과가 있다.
마실 수 있는 물의 품질에 대한 표준은 국제 표준이나 정부가 정립해 놓는다. 이러한 표준은 일반적으로 물을 이용할 수 있는 최소 제한과 최대 제한을 정해놓고 있다. 물을 정화하는 과정을 실생활에서 쉽게 볼 수 있는 예로 가정과 사무에서 쓰이는 정수기(淨水器, water purifier)가 있다.

## 공공 수도에서의 정수 과정
공공 수도에서는 수원으로부터 취수되어, 정수지로 도수되어 온 원수(原水)를 물리적, 화학적 처리를 통해 정수하게 된다. 보통의 공공 수도에서는 착수정→응집→약품 침전→급속 여과→소독(염소, 오존)의 순서를 거쳐 정수가 진행된다. 완속 여과 시에는 착수정→보통 침전→완속 여과→소독의 순서로 정수가 진행된다.

### 응집
응집이란 응결된 입자가 가교 현상에 의해 서로 결합하는 것을 말한다. 대표적인 응집제로 황산 알루미늄(Al2(SO4)3, 상하수도 공학에서는 명반으로 취급하기도 한다)이 있다. 그 외 기타 응집제로는 염화 제 2철(FeCl3), 황산 제 1철(Ferrous Sulfate; FeSO4·7H2O), 황산 제 2철(Ferric Sulfate; Fe2(SO4)3) 등이 있다. pH 조절을 위해 첨가하는 물질로는 탄산 나트륨(Na2CO3)이 있다.
최적의 응집제량을 찾기 위해 약품 교반 시험(Jar Test)를 실시한다.

### 침전지

#### 침전 속도
모든 입자가 100% 제거되는 침전 속도를 v0이라 하면, 침전 속도를 다음 식으로 나타낼 수 있다. 침전 속도는 표면적 부하율과 같은 값이다.
{\displaystyle v_{0}={\frac {Q}{A}}={\frac {h_{0}}{t}}}
Q : 유량
A : 침전지 면적
{\displaystyle h_{0}} : 침전지의 깊이(유효 수심)
t : 침전지 체류 시간(침전 시간)

#### 침전 제거율
침전 제거율(E)는 다음 식으로 구한다.
{\displaystyle E={\frac {v_{s}}{v_{0}}}={\frac {v_{s}}{\frac {Q}{A}}}={\frac {v_{s}}{\frac {h_{0}}{t}}}}
{\displaystyle v_{s}} : 독립 입자의 침강 속도

### 여과지
여과지는 완속 여과지와 급속 여과지로 분류한다. 여과지의 면적을 A라고 하면, 계획 정수량 Q와 여과 속도 v와의 관계는 아래와 같다.
{\displaystyle A={\frac {Q}{v}}}
- 완속 여과지 : 보통침전지를 통과한 침전수를 모래 여과하여 물을 정화하는 시설을 말한다. 모래층 표면에 배양한 미생물에 의해 유기물을 제거한다. 완속 여과는 표면 여과 작용을 한다. 모래의 유효경은 0.3~0.45mm인 모래를 사용하고, 70~90cm 두께로 설치한다. 모래의 최대 입경은 2.0mm이하이고, 균등 계수는 2.0 이하로 한다. 여과 속도는 4~5m/day이다. 탁도가 낮은 물의 정화에 사용한다. 급속 여과지에 비해 건설비가 많이 든다.[7] 급속여과에 비해 일반적으로 수질이 좋다.[8]

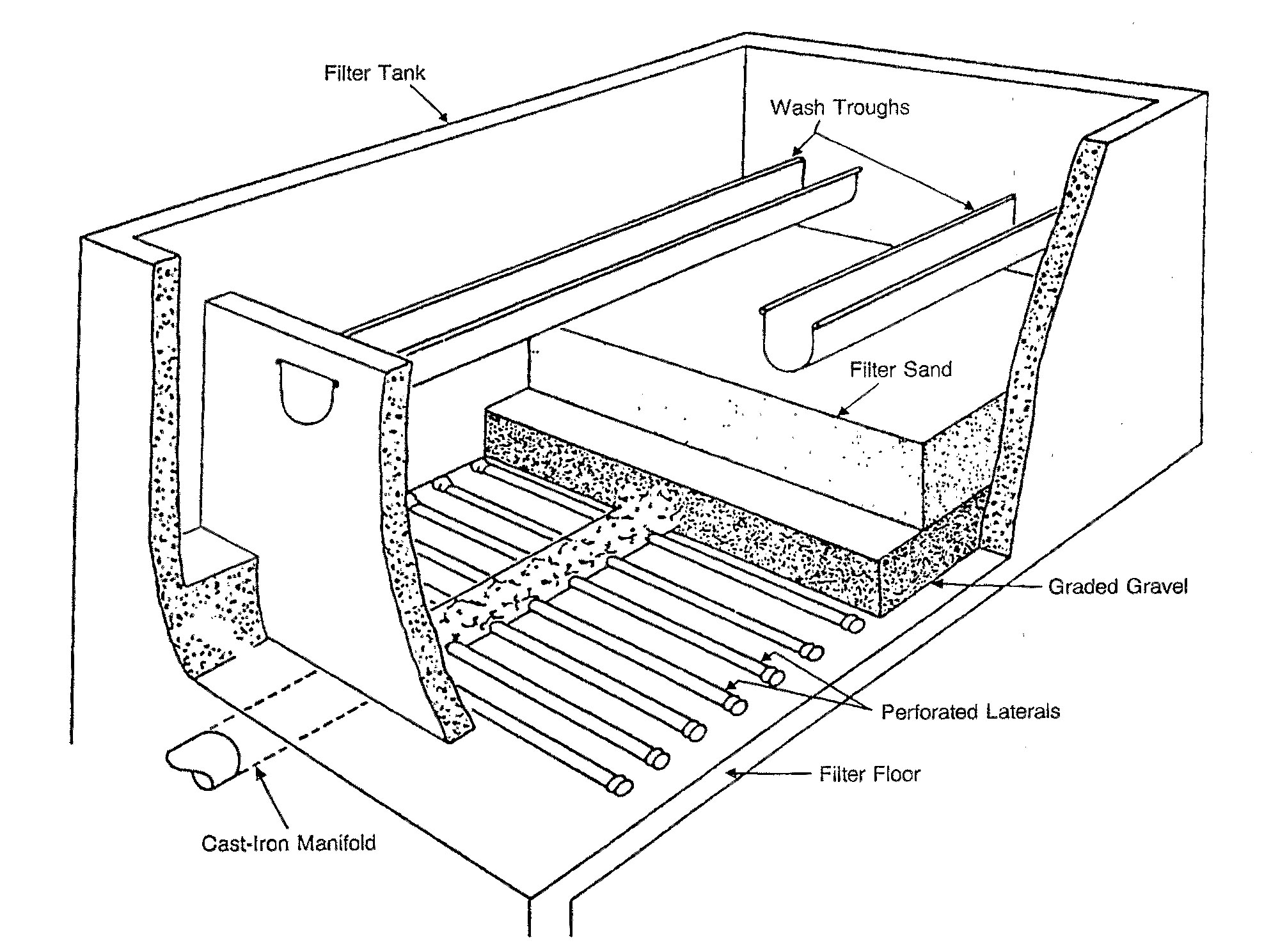
급속여과지

- 급속 여과지 : 약품 응집 및 침전을 시킨 침전수를 모래 여과하여 물을 정화하는 시설을 말한다. 전처리로 반드시 응집 침전이 요구된다. 모래의 유효경은 0.45~0.7mm인 것을 60~70cm 두께로 사용하고, 0.9~1.1mm의 범위의 모래인 경우에는 90～100cm 두께로 설치한다.[9] 균등 계수는 1.7 이하인 것을 사용한다. 여과 속도는 120~150m/day이다. 탁도가 잘 제거되며, 여과지 면적이 완속 여과지에 비해 작으므로 건설비가 저렴한 장점이 있다.[10]

### 소독
상수도 시스템에서 소독은 수인성 질병을 예방할 수 있다는 점에서 필수적인데, 그 중 염소를 이용한 소독(Chlorination)이 가장 보편적으로 여겨진다. 염소 소독은 전염소 처리(prechlorination), 중간 염소 처리, 후염소 처리가 있다.
물에 염소를 주입하는 과정에서 HOCl, OCl-가 발생하는데, HOCl는 OCl-보다 강력한 살균 효과를 가지고 있다. 염소 소독은 가격이 저렴하고 소독 효과가 탁월하며, 잔류 효과가 있어 수도관을 통해 공급될 때에도 생물학적 오염을 방지할 수 있다는 장점이 있으나 처리 과정에서의 부산물(Disinfection by-products, DBPs)로 트리할로메탄(THM)이 발생할 수 있다. 트리할로메탄은 암의 발생에 있어 결정적인 작용을 하는 것은 아니지만, 생리 및 임신 기간의 이상과 그로 인한 조산, 태아의 성장 및 선천적인 기형, 정자의 품질 저하와 같이 생식계통 이상을 초래할 가능성이 있다고 여겨진다.
전염소 처리(prechlorination)는 소독작용이 아닌 산화, 분해 작용을 목적으로 침전지 이전에 염소를 투입하는 정수 처리 과정이다. 조류, 세균, 암모니아성 질소, 아질산성 질소, 황화 수소(H2S), 페놀류, 철, 망간, 맛, 냄새 등을 제거할 수 있다.
정수를 위해 염소를 투입하면 염소가 살균과 산화에 소비된다. 이때 소모되는 염소의 양을 염소 요구량이라고 하고, 다음 식으로 구한다.
염소 주입량 농도 = {\displaystyle {\frac {\text{염 소 주 입 량 }}{\text{유 량 }}}}
염소 요구 농도 = 염소 주입량 농도 ― 잔존 염소 농도
{\displaystyle {\begin{aligned}{\text{염 소  요 구 량 }}&={\frac {\text{염 소  요 구  농 도 }}{\text{염 소 의  순 도 }}}\times {\text{유 량 }}\\&={\frac {{\text{염 소  주 입 량  농 도 }}-{\text{잔 존  염 소  농 도 }}}{\text{염 소 의  순 도 }}}\times {\text{유 량 }}\\\end{aligned}}}
잔존염소는 소독이 끝난 정수에 염소가 남아 있는 것이다. 이렇게 하면 수돗물이 수도관을 타고 이동하면서 발생할 수 있는 작은 오염에 저항할 수 있게 된다.

### 고도 정수 처리
일반적인 정수 처리 과정만으로 먹는 물 수질 기준을 확보할 수 없을 때, 추가적으로 실시하는 정수 처리 과정을 고도 정수 처리라고 한다. 대표적으로 오존(O3) 처리법, 활성탄 처리법 등이 있다.
- 오존 처리법 : 장점은 염소 소독에 비해 처리된 물에 맛과 냄새가 남지 않으며, 물에 트리할로메탄(THM)과 같은 화학물질을 남기지 않는다는 점이 있다. 단점으로는 지속 시간이 짧아 잔류 효과가 없으며 경제성이 낮다는 점이 있다.
- 활성탄 처리법 : 활성탄을 통해 오염 물질을 흡착시켜 제거하는 방법이다. 입상 활성탄(Granular Activated Carbon; GAC)과 분말 활성탄(Powdered Activated Carbon; GAC) 처리법 두 가지로 나뉜다. 맛, 냄새, 색도 제거에 효과적이다. 염소 소독으로 인한 트리할로메탄(THM)도 제거할 수 있다.[17]

## 정수 시설의 설계
정수 시설 설계에 이용되는 기준량은 일 최대 급수량이다.

## 같이 보기
- 물 처리(수 처리)
- 역삼투(RO)
- 역삼투압 정수기
- 미네랄 정수기
- 생수기

## 참고 문헌
- 노재식; 한웅규; 정용욱 (2016). 《토목기사 대비 상하수도 공학》. 한솔아카데미. ISBN 9791156562344.
- Iro, Evlampidou; Laia Font-Ribera, David Rojas-Rueda, Esther Gracia-Lavedan, Nathalie Costet, Neil Pearce, Paolo Vineis, Jouni J.K. Jaakkola, Francis Delloye, Konstantinos C. Makris, Euripides G. Stephanou, Sophia Kargaki, Frantisek Kozisek, Torben Sigsgaard, Birgitte Hansen, Jörg Schullehner, Ramon Nahkur, Catherine Galey, Christian Zwiener, Marta Vargha, Elena Righi, Gabriella Aggazzotti, Gunda Kalnina, Regina Grazuleviciene, Kinga Polanska, Dasa Gubkova, Katarina Bitenc, Emma H. Goslan, Manolis Kogevinas, and Cristina M. Villanueva (2020년 1월). “Trihalomethanes in Drinking Water and Bladder Cancer Burden in the European Union” 128 (1). Environmental Health Perspectives. doi:doi.org/10.1289/EHP4495 |doi= 값 확인 필요 (도움말).
- Cristina M, Villanueva; Sylvaine Cordier; Laia Font-Ribera; Lucas A. Salas; Patrick Levallois (2015년 1월 22일). “Overview of Disinfection By-products and Associated Health Effects” (PDF). 《Water and Health》 (영어) (Springer) 2: 107-115. doi:10.1007/s40572-014-0032-x.

## 추가 문헌
- Masters, Gilbert M. Introduction to Environmental Engineering. 2nd ed. Upper Saddle River, NJ: Prentice Hall, 1998.
- United States EPA Ground and Drinking Water Homepage. EPA Ground and Drinking Water Homepage Visited 12/13/05